# 최철만
최철만(1985년 9월 22일~)은 조선민주주의인민공화국의 축구 선수로 포지션은 공격수이며 현재 4.25체육단 소속이다.

## 구단 경력
2004년 조선민주주의인민공화국 1부 리그의 4.25체육단 입단 이후 조선민주주의인민공화국 1부 리그 8회 우승 및 2회 준우승, 홰불컵 4연패, 만경대체육대회 6회 우승, 2017년 백두산체육대회 우승, 포천보체육대회 3회 우승, 공화국선수권대회 2회 우승, 2019년 AFC컵 준우승 등의 성과를 거두었다.

## 국가대표팀 경력
최철만은 2004년 조선민주주의인민공화국 A대표팀에 첫 합류 후 대만과의 2005년 EAFF E-1 풋볼 챔피언십 예선 2차전에서 국제 A매치 데뷔골을 멀티골로 장식하며 팀의 2-0 승리에 공헌했고 최약체 괌과의 3차전에서는 해트트릭을 작성하며 팀 역사상 국제 경기 최다 점수차 승리(21-0 승)와 함께 결승 리그 진출에 한몫을 했다.
이후 조선민주주의인민공화국 U-23 대표팀의 일원으로 2009년 동아시아 경기 대회에 참가하여 2골을 기록하며 4강 진출에 기여했고 내셔널리그 선발 멤버로 구성된 대한민국 B팀과의 동메달 결정전 승부차기에서도 첫번째 키커로 나서서 PK를 성공시켰지만 팀 동료인 전광익과 김국진이 연속 실축을 저지르면서 동메달 획득에 실패했다.
그리고 조선민주주의인민공화국 A대표팀에 재합류한 이후 2010년 AFC 챌린지컵 본선에 참가하여 인도와의 B조 조별리그 최종전과 미얀마와의 준결승에서 3골을 터뜨리며 팀의 사상 첫 AFC 챌린지컵 우승 및 2011년 AFC 아시안컵 본선 진출에 기여했으며 A매치 통산 19경기 9골을 기록한 뒤 국가대표팀 유니폼을 반납했다.

## 수상

### 구단
4.25체육단
- 조선민주주의인민공화국 1부 리그 : 우승 (2010, 2011, 2012, 2013, 2015, 2017, 2017-18, 2018-19), 준우승 (2014, 2016)
- 홰불컵 : 우승 (2013, 2014, 2015, 2016)
- 만경대체육대회 : 우승 (2009, 2012, 2014, 2015, 2016, 2017)
- 백두산체육대회 : 우승 (2017)
- 포천보체육대회 : 우승 (2011, 2014)
- 공화국선수권대회 : 우승 (2006, 2011)
- AFC컵 : 준우승 (2019)

### 국가대표팀
조선민주주의인민공화국
- AFC 챌린지컵 : 우승 (2010)